# Joudes
Joudes és un municipi francès, situat al departament de Saona i Loira i a la regió de Borgonya - Franc Comtat. L'any 2007 tenia 412 habitants.

## Demografia

### Població
El 2007 la població de fet de Joudes era de 412 persones. Hi havia 172 famílies, de les quals 44 eren unipersonals (20 homes vivint sols i 24 dones vivint soles), 72 parelles sense fills i 56 parelles amb fills.
La població ha evolucionat segons el següent gràfic:
Habitants censats

### Habitatges
El 2007 hi havia 196 habitatges, 173 eren l'habitatge principal de la família, 18 eren segones residències i 5 estaven desocupats. 179 eren cases i 16 eren apartaments. Dels 173 habitatges principals, 133 estaven ocupats pels seus propietaris, 34 estaven llogats i ocupats pels llogaters i 6 estaven cedits a títol gratuït; 8 tenien dues cambres, 18 en tenien tres, 59 en tenien quatre i 88 en tenien cinc o més. 159 habitatges disposaven pel capbaix d'una plaça de pàrquing. A 80 habitatges hi havia un automòbil i a 84 n'hi havia dos o més.

### Piràmide de població
La piràmide de població per edats i sexe el 2009 era:
| Homes | Edats   | Dones |
| ----- | ------- | ----- |
| 0     | 95 o +  | 0     |
| 0     | 90 a 94 | 0     |
| 0     | 85 a 89 | 0     |
| 4     | 80 a 84 | 8     |
| 4     | 75 a 79 | 0     |
| 16    | 70 a 74 | 12    |
| 20    | 65 a 69 | 12    |
| 4     | 60 a 64 | 20    |
| 20    | 55 a 59 | 12    |
| 12    | 50 a 54 | 12    |
| 12    | 45 a 49 | 20    |
| 16    | 40 a 44 | 12    |
| 8     | 35 a 39 | 12    |
| 12    | 30 a 34 | 8     |
| 24    | 25 a 29 | 16    |
| 4     | 20 a 24 | 8     |
| 8     | 15 a 19 | 12    |
| 12    | 10 a 14 | 8     |
| 4     | 5 a 9   | 8     |
| 8     | 0 a 4   | 16    |

## Economia
El 2007 la població en edat de treballar era de 260 persones, 171 eren actives i 89 eren inactives. De les 171 persones actives 166 estaven ocupades (95 homes i 71 dones) i 5 estaven aturades (1 home i 4 dones). De les 89 persones inactives 41 estaven jubilades, 17 estaven estudiant i 31 estaven classificades com a «altres inactius».

### Ingressos
El 2009 a Joudes hi havia 170 unitats fiscals que integraven 408 persones, la mediana anual d'ingressos fiscals per persona era de 16.360 €.

### Activitats econòmiques
Dels 6 establiments que hi havia el 2007, 1 era d'una empresa extractiva, 2 d'empreses de fabricació d'altres productes industrials, 2 d'empreses d'hostatgeria i restauració i 1 d'una empresa de serveis.
Els 2 serveis als particulars que hi havia el 2009 eren restaurants.
L'any 2000 a Joudes hi havia 12 explotacions agrícoles que ocupaven un total de 270 hectàrees.

## Equipaments sanitaris i escolars
El 2009 hi havia una escola elemental integrada dins d'un grup escolar amb les comunes properes formant una escola dispersa.

## Poblacions més properes
El següent diagrama mostra les poblacions més properes.